# Stenophylax zarathustra
Stenophylax zarathustra là một loài Trichoptera trong họ Limnephilidae. Chúng phân bố ở miền Cổ bắc.